# Ladocsi Gáspár
Ladocsi Gáspár (Nagybajcs, 1952. június 26... –) vezérőrnagy, risiniumi címzetes püspök, nyugalmazott esztergom-budapesti segédpüspök, esztergomi teológiai tanár, tábori püspök, főiskolai tanár.

## Pályafutása
Gimnáziumba a győri bencésekhez járt. Sorkatonai szolgálata után Esztergomban, az Érseki Hittudományi Főiskolán kezdte teológiai tanulmányait, amelyeket végül a Hittudományi Akadémián fejezett be, 1977-ben. Végzése évében,  június 18-án szentelték áldozópappá Esztergomban. 1978-ban teológiai doktorátust szerzett. 1977–1994 között az Esztergomi Érseki Hittudományi Főiskola tanára, 1981-ben az Érseki Papnevelő Intézet megbízott prefektusa volt.

### Püspöki pályafutása
1994. április 18-án nevezte ki II. János Pál pápa az újonnan felállított Katonai ordinariátus püspökévé; 1994. május 14-én szentelte fel Paskai László prímás, esztergom-budapesti érsek a budapesti Szent István-bazilikában. Ekkor iktatták be tábori püspöki hivatalába is; ugyanekkor dandártábornoki kinevezést kapott, öt évvel később pedig vezérőrnagy lett. 1995-től a Magyar Katolikus Püspöki Konferencia Ökumenikus Bizottságának vezetője, 1996-tól a Pázmány Péter Katolikus Egyetem Bölcsészettudományi Karának óraadó tanára. 2001 végén szolgálati nyugállományba vonult, ugyanekkortól risinói (risiniumi) címzetes püspök és az Esztergom-Budapesti főegyházmegye segédpüspöke.
Ő szentelte fel Solymáron az 1996-ban felállított kitelepítési emlékművet, amely a magyarországi németek kitelepítésének állított emléket az elűzetés 50. évfordulóján, 2003-ban pedig ő áldotta meg a Pilis Keresztjét a pilisszántói hegyoldalban. Ő adta át az első Balassi Bálint-emlékkardot, a Molnár Pál által alapított nemzetközi irodalmi díjat 1997. február 14-én a Gellért szállóban Tóth Bálint költőnek.
2010 végén az Egyházi Törvénykönyv 411. kánonjára és 401. kánon második paragrafusára, egészségi okokra hivatkozva benyújtotta lemondási kérvényét segédpüspöki tisztségéről, amit XVI. Benedek pápa november 26-án fogadott el.

## Művei
- Játékok imái; Szent Gellért, Bp., 2004
- A Jézus Krisztus-jelenség a gnosztikus irodalomban; Jel, Bp., 2004 (Litteratura patristica)
- Santa Balbina bazilika, Róma; szerk. Ladocsi Gáspár, Németh László; Makrovilág, Bp., 2004
- Keresztényüldözés a Római Birodalomban; Szt. István Társulat, Bp., 2018